# کارناوال عصر عاشورا
کارناوال عصر عاشورا کارناوالی بود که چند روز قبل از انتخابات ریاست‌جمهوری ۱۳۷۶ ایران و عصر روز عاشورا در تهران به راه افتاد. این واقعه به‌عنوان یکی از موارد کاربرد مباهته در دوران معاصر مشهور است.
در جریان مبارزات انتخاباتی خرداد ۱۳۷۶ تلاش مبسوطی از سوی جناح راست جمهوری اسلامی برای ضدانقلاب معرفی کردن سید محمد خاتمی و هوادارانش صورت گرفت. شدت فشارها به حدی بود که جامعهٔ مدرسین حوزهٔ علمیهٔ قم که اکثر آنان را مراجع تقلید وقت تشکیل می‌دادند به نفع علی‌اکبر ناطق نوری کاندیدای جناح راست، بیانیه‌ای مشترک دادند.
انتخابات مصادف با ماه محرم بود و به فاصلهٔ چند روز پس از عاشورا برگزار گردید. در فاصله کوتاه بین روز عاشورا و انتخابات، فیلمی به نحو گسترده پخش شد که عده‌ای از جوانان را در حالی‌که تصاویری از خاتمی را در دست داشتند در حال شادی و خوشحالی در عصر عاشورا نشان داده شدند. گفته شد که این کارناوال از سوی هواداران خاتمی ترتیب داده شده‌است. پس از انتخابات دوم خرداد که به شکست سنگین جناح راست و پیروزی غیرمنتظرهٔ خاتمی انجامید، تحقیقات نشان داد که این برنامه نیز محصول مشترک صدا و سیما و برخی مدیران اطلاعات بوده‌است.

## واکنش‌ها
علی خامنه‌ای در واکنش به این موضوع گفت: «بعضی از کارها را دشمن و غیرخودی‌ها انجام می‌دهند. کاروان شادی در عصر عاشورا، مربوط به مردم انقلابی و مسلمان نیست و به دست گرفتن عکس یک نامزد انتخاباتی نیز حیله آن‌ها بوده‌است، بنابراین نباید هیچ‌یک از نامزدهای انتخابات ریاست جمهوری را در این زمینه متهم کرد، زیرا ربطی به آن‌ها ندارد و شاید همان فریب‌خوردگانی که در خیابان‌ها آن مناظر زشت را به راه انداختند، ندانند که دست پنهانی، برای خراب کردن فضای انتخابات، ناراحت کردن متدینین و خراب کردن چهره‌ها، آن‌ها را حرکت می‌دهد. ضرورت دارد مسئولان مربوطه به شناسایی دست‌های پنهان دخیل در انجام اینگونه کارهای زشت و برخورد با آن‌ها توجه کنند. خودی‌ها باید مراقب باشند و از سر غفلت افراد را متهم نکنند و آن‌ها را مورد اهانت قرار ندهند، تبلیغات منطقی، معقول و با استدلال اشکالی ندارد، لکن فضای انتخابات نباید خراب و کدر شود.» (روزنامهٔ اطلاعات- پنج‌شنبه ۱خرداد ۱۳۷۶)
علی کردان که خود سال‌ها معاون مالی اداری سازمان و به گفته خودش نفر شماره دو سازمان بوده، پیرامون اتهام دست داشتن در تولید این فیلم می‌گوید:
آن موقع تحت عنوان عصر عاشورا، دیدم اون را هم به من نسبت داده‌اند در حالی که من هیچ نقشی در آن نداشتم. سه نفر از دوستان بعداً فهمیدم که در اون پرونده نقش داشته‌اند که یکی شون دنبال حکم شرعی می‌گشت که خودش را سر به نیست کند. یکی‌شان دنبال راهی می‌گشت که از کشور برود بیرون، یکی دیگه هم می‌گفت بالاخره کاری است که کردیم و می‌رویم جلو، ببینیم چه می‌شود.
به گفتهٔ امیرفرشاد ابراهیمی (یکی از رهبران جدا شده از این گروه) نیروهای انصار حزب‌الله نیز در ساخت این فیلم سهیم بوده‌اند.